# بيرسي كوكس (لاعب كريكت)
بيرسي كوكس (16 سبتمبر 1878 - 1918)  (بالإنجليزية: Percy Cox)‏ هو لاعب كريكت باربادوسي.